# Ampedus sanguinolentus
| Ampedus sanguinolentus Verp.jpg         | Ampedus sanguinolentus underside.JPG      |
| Ampedus sanguinolentus Verp.jpg         | Abb. 2: Unterseite                        |
| Ampedus sanguinolentus Verp.jpg         | Ampedus sanguinolentus side.JPG           |
| Abb. 1: Käfer in Puppenwiege            | Abb. 3: Seitenansicht                     |
| Ampedus sanguinolentus front.JPG        | Ampedus sanguinolentus Schenkel.JPG       |
| Abb. 4: Stirnleisten (grün nachgezogen) | Abb. 5: Schenkeldecken rechts grün getönt |

Ampedus sanguinolentus, auch als Blutroter Schnellkäfer bezeichnet (nicht zu verwechseln mit Ampedus sanguineus, der ebenfalls diesen deutschen Namen trägt), ist ein Käfer aus der Familie der Schnellkäfer (Elateridae) und der Unterfamilie der Ampedinae. Die Flügeldecken des schwarzen Käfers sind leuchtend rot, um deren Naht hat die Art gewöhnlich einen länglichen schwärzlichen Fleck. Der Käfer wird neun bis zwölf Millimeter lang.
Die Art wird in den Roten Listen von Rheinland-Pfalz als nicht gefährdet  eingestuft, in Schleswig-Holstein steht sie als potentiell gefährdete Art auf der Vorwarnliste.

## Bemerkungen zum Namen
Die Art wurde von Schrank 1789 unter dem wissenschaftlichen Namen Elater sanguinolentus und dem deutschen Namen „Blutig eingesäumter Springkäfer“ beschrieben. In der ausführlichen Beschreibung bemerkt Schrank: ...Die Flügeldecken sind blutroth.... In der Mitte dieser Flügeldecken ist ein eyförmiger großer, schwarzer Fleck. Er grenzt die Art auch gegen die bereits 1758 beschriebene Art sanguineus ab: Man kann diese Art keineswegs für eine Spielart des „Blutigen Springkäfers“ ansehen. Der Unterschied ist allzu groß, wenn man sie gegen einander hält.... Damit ist der Artname sanguinoléntus (lat. blutrot) in Abgrenzung zu sanguīnĕus (ebenfalls lat. blutrot) zu erklären.
Der Gattungsname Ampēdus (altgr. αμπηδάω αναπηδάω ampēdáō, anapēdáō, ich springe auf) besagt, dass die Käfer sich aus der Rückenlage emporschnellen können. Als Autor wird Dejean 1833 angesehen, bei dem der Name in einem Auktionskatalog auftaucht. Dort ist vermerkt, dass der Name von Megerle übernommen ist. Die Namen in den Auktionskatalogen von Megerle werden jedoch nicht anerkannt.
Die Gattung Ampedus ist in Europa mit knapp sechzig Arten vertreten, die alle zur gleichen Untergattung Ampedus gerechnet werden. Weltweit werden drei Untergattungen unterschieden, die über hundert Arten umfassen.

## Merkmale des Käfers
Die Halsschildseiten des Käfers sind durchgehend fein gerandet. Der Rand zieht sich jedoch vorne wie bei vielen Arten der Familie nach unten, sodass er in der Nähe des Kopfes von oben nicht mehr sichtbar ist. Auf der Körperunterseite ist der Halsschild mit der Vorderbrust verwachsen, nur in Kopfnähe ist die Verwachsungsnaht (Prosternalnaht) etwas vertieft, um die Fühler aufnehmen zu können. Die Vorderbrust ist vorn abgerundet (Prosternallappen), hinten in einer langen Spitze ausgezogen, die in eine entsprechende Grube in der Mittelbrust einrasten kann. Dieser für die Familie typische Schnellmechanismus ermöglicht es dem Käfer sich aus der Rückenlage in die Luft zu schnellen. Die Beine sind schwach, die Tarsen alle fünfgliedrig. Im Unterschied zur Unterfamilie Physorrhininae, die sonst ähnliche Merkmale wie die Ampedinae aufweist, ist das dritte Tarsenglied nicht in einen Sohlenlappen verlängert.
Die Hinterhüfte, die nach hinten an die Hinterbrust anschließt, ist zur teilweisen Aufnahme der Hinterschenkel ausgehöhlt. Den Teil, der mit der Hinterbrust auf gleicher Ebene liegt, nennt man Schenkeldecke. Ihre Form ist ein wichtiges Bestimmungsmerkmal. Bei der Gattung Ampedus sind die Schenkeldecken innen breit und bilden vor der abrupten Verschmälerung nach außen eine Ecke. Am Innenrand haben sie einen nach hinten weisenden stumpfen Zahn (Abb. 5). Über der Einlenkung der elfgliedrigen Fühler vor den Augen entspringt die Stirnleiste. Diese randförmige Vorwölbung verläuft nach innen und vereint sich mit der Stirnleiste der anderen Seite zu einem bogenförmigen Vorsprung des Kopfes (Abb. 4). Darunter fällt der Kopf senkrecht bis zur Oberlippe ab. Die Mundwerkzeuge zeigen nach unten.
Unter den schwarz gefärbten Schnellkäfern mit roten Flügeldecken zeichnet sich Ampedus sanguinolentus durch eine Reihe von Eigenschaften aus. Am auffallendsten ist der schwarze langgestreckte Fleck an der Flügeldeckennaht. Er reicht normalerweise bis zum zweiten oder dritten Flügeldeckenstreifen, aber kann auch deutlich breiter oder schmaler sein oder auch ganz fehlen. Die Punktur der Halsschildoberseite ist vorne fein und wenig dicht, nach hinten werden die Zwischenräume der Punkte noch größer. Neben dem Seitenrand ist der Halsschild mit flachen, großen genabelten Punkten besetzt, die durch schmale glänzende Zwischenräume voneinander getrennt sind, nur vor den Hinterwinkeln stehen die Punkte dicht beieinander. Die Halsschildbasis ist überall flach auslaufend, das dritte Fühlerglied ist nicht ähnlich dem vierten erweitert (gesägt), sondern gestreckt und wie das zweite Fühlerglied stärker glänzend, als die folgenden. Die Flügeldecken sind im zentralen Bereich schwarz, am Seitenrand gelb behaart, der Halsschild dagegen besitzt raue gelbbraune, seltener schwarze Haare.

## Bau der Larve
Die Larve (Drahtwurm) ist drehrund, besitzt drei Beinpaare und ein gut chitinisiertes Außenskelett. Sie ist gelb-orange, das letzte Segment ist konisch zugespitzt.

## Lebensweise
Die Eier werden einzeln in die Rinde alter Bäume, die in Fäulnis übergegangen sind abgelegt. Die Larven entwickeln sich zwischen Rinde und Holz, oder in den äußeren Schichten abgestorbenen und in Zersetzung begriffenen weißfaulen Holzes von Laubbäumen, vorzugsweise in dem von Eichen. Sie leben räuberisch und haben eine Entwicklungszeit von zwei bis drei Jahren. Die Anzahl der Häutungen variiert zwischen neun und fünfzehn. Die Verpuppung erfolgt im Sommer in einer Puppenwiege, die nahe der Oberfläche angelegt wird. Die Imago schlüpft Ende des Sommers, überwintert jedoch in der Puppenwiege. Erst im folgenden Frühjahr verlässt sie diese.

## Vorkommen
Die Käfer kommen in Sibirien, Nord-, Mittel- und Südosteuropa bis Frankreich vor. Die Art kommt in Wäldern der Ebene und Mittelgebirge bis in höhere Lagen vor, aber nicht alpin. Sie bewohnt Laubwälder und Parks, auch Waldränder. Im südlichen Verbreitungsgebiet ist sie auch in Flussauen heimisch, in den Überschwemmungsgebieten des Tieflandes von Frankreich ist sie häufig. Man findet sie hauptsächlich im Juni auf blühendem Gebüsch, Doldenblütlern und geschlagenem, schattig liegendem Holz sowie auf Baumstrünken, unter morscher Rinde und auf Klafterholz.